# Juan Regis Brozzi
Juan Regis Brozzi (né à Villa Ballester, le 8 mars 1922 et mort le 7 octobre 1987) est un ancien arbitre argentin de football. 

## Carrière
Il a officié dans des compétitions majeures : 
- Copa América 1955 (3 matchs)
- Copa América 1956 (6 matchs)
- Coupe du monde de football de 1958 (2 matchs)
- Coupe intercontinentale 1963 (match retour et match sur terrain neutre)